# Ujung Karang (Sawang)
Ujung Karang is een bestuurslaag in het regentschap Aceh Selatan van de provincie Atjeh, Indonesië. Ujung Karang telt 989 inwoners (volkstelling 2010).